# デヴィッド・T・フレンドリー
デヴィッド・T・フレンドリー（David T. Friendly, 1956年5月1日 - ）は、アメリカ合衆国の映画プロデューサーである。2006年の映画『リトル・ミス・サンシャイン』でアカデミー作品賞にノミネートされた。

## キャリア
1978年にノースウェスタン大学を卒業後にジャーナリストとなり、『ニューズウィーク』誌のスタッフライターとなった。1985年に『ロサンゼルス・タイムズ』へと移ると映画産業関係のコラムを執筆するようになり、1987年にはイマジン・エンターテインメントの設立者のブライアン・グレイザーとロン・ハワードの誘いで同社の映画部門の副社長となった。同社では『マイ・ガール』、『マイ・ガール2』、『バラ色の選択』、『遺産相続は命がけ!?』、『チェンバー/凍った絆』で製作総指揮を務めた。1994年にはデイヴィス・エンターテインメントの社長に就任し、同社で『デイライト』、『ウィズ・ユー』を製作した。また自らの製作会社であるフレンドリー・プロダクションズを立ち上げ、『愛ここにありて』を製作した。2000年9月にはマーク・タートルトーブと共同でディープ・リヴァー・プロダクションズを立ち上げた。
2006年にはタートルトーブらと共同でプロデューサーを務めた『リトル・ミス・サンシャイン』が公開され、アカデミー賞、英国アカデミー賞、インディペンデント・スピリット賞、全米製作者組合賞などにノミネートされた。

## 私生活
妻は編集技師のプリシラ・ネッド・フレンドリーである。同じくプロデューサーのアンディ・フレンドリーとは兄弟である。父は1964年から1966年までCBSニュースの社長を務めていたフレッド・W・フレンドリーである。

## フィルモグラフィ
- マイ・ガール My Girl (1991) 製作総指揮
- バラ色の選択 For Love or Money (1993) 製作総指揮
- マイ・ガール2 My Girl 2 (1994) 製作総指揮
- 遺産相続は命がけ!? Greedy (1994) 製作総指揮
- 戦火の勇気 Courage Under Fire (1996) 製作
- チェンバー/凍った絆 The Chamber (1996) 製作総指揮
- デイライト Daylight (1996) 製作
- ウィズ・ユー Digging to China (1997) 製作総指揮
- カリブは最高! Out to Sea (1997) 製作
- ドクター・ドリトル Doctor Dolittle (1998) 製作
- 愛ここにありて Here on Earth (2000) 製作
- ビッグママ・ハウス Big Momma's House (2000) 製作
- ビッグ・トラブル in NY（英語版） The Honeymooners (2005) 製作
- リトル・ミス・サンシャイン Little Miss Sunshine (2006) 製作
- ビッグママ・ハウス2 Big Momma's House 2 (2006) 製作
- デイブは宇宙船 Meet Dave (2008) 製作
- ソウルメン（英語版） Soul Men (2008) 製作
- ビッグママ・ハウス3 Big Mommas: Like Father, Like Son (2011) 製作